# Arnold Klünder
Arnold Klünder (* 3. November 1909 in Groß Stepenitz, Pommern; † 23. Dezember 1976 in Rostock) war ein deutscher Maler, Grafiker und Keramiker.

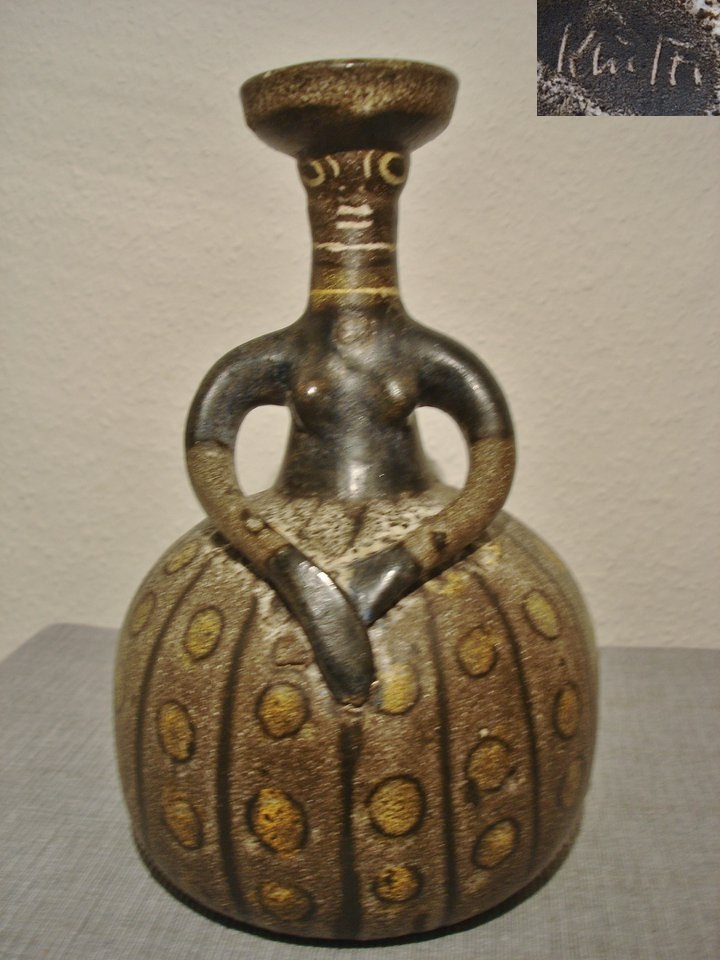
Anthropomorphe Vase von Arnold Klünder mit der Signatur Klü/Fi (Klünder/Fischlandkeramik)

## Leben
Arnold Klünder wurde in Groß Stepenitz an der Oder unweit des Stettiner Haffs als Sohn eines Lehrers geboren. Nach dem Studium an den Kunstgewerbeschulen in Stettin und Berlin-Charlottenburg, hier u. a. bei Hans Orlowski, war er als freischaffender Maler und Grafiker in Berlin tätig. Als Sommergast weilte er in dieser Zeit mehrmals in Ahrenshoop an der Ostsee. 1943 heiratete er die Malerin und Keramikerin Barbara Koch (1919–1988), Tochter des Künstlerehepaars Fritz Koch-Gotha und Dora Koch-Stetter. Das Paar lebte ab 1946 bei den Schwiegereltern in deren Haus in Althagen auf dem Fischland. Klünder schuf hauptsächlich Werke mit maritimen Motiven. Daneben dokumentierte er im Auftrag des Nationalen Aufbaukomitees etwa den Wiederaufbau Berlins.
Ab 1950 widmete er sich autodidaktisch der Töpferei und gründete 1956 mit seiner Frau eine Keramikwerkstatt. Gemeinsam mit der Malerin Frida Löber  und dem Bildhauer und Keramiker Wilhelm Löber entwickelten Klünder und seine Frau ab 1955 die „Fischlandkeramik“. Bekannt war er auch für sein ehrenamtliches Engagement mit Georg Hülsse und weiteren Künstlern im Ahrenshooper Kulturbund. Auch die Kinder des Paares, Susanne (* 1943) und Johann (* 1950), wurden künstlerisch tätig. Die Porzellangestalterin Bärbel Thoelke machte 1957/1958 vor ihrem Studium ein Praktikum  in der Keramikwerkstatt Klünders.
Klünder war Mitglied des Verbandes Bildender Künstler der DDR. Er war 1954 in Rostock und Stralsund auf der Ersten Kunstausstellung des Bezirks Rostock vertreten.
Die Grabstätte der Familie Klünder befindet sich auf dem Friedhof des Ostseebades Wustrow.

## Werke (Auswahl)
- Richtfest Strausberger Platz (1952/53, Mischtechnik)[7][8]